# Utrecht Development Board
De Utrecht Development Board, afgekort UtrechtDB (voorheen UDB), is een onafhankelijke adviesraad in Utrecht die een samenwerking wil bevorderen tussen lokale leiders, de gemeente en het bedrijfsleven. 
UtrechtDB is in 2009 opgericht naar aanleiding van een rapport van PricewaterhouseCoopers aan de gemeente. In het rapport werd geconcludeerd dat de samenwerking tussen uiteenlopende partijen in Utrecht beter kon. Daarop is het motto van UtrechtDB gebaseerd: verbinden, versnellen, verzilveren. De organisatie houdt zich bezig met maatschappelijke vraagstukken in de stad en bestaat uit vrijwillige leden met verschillende achtergronden. 
In 2015 merkte de Sociaal-Economische Raad in de Agenda Stad op dat Utrecht de enige stad was die naast een ‘economische board’ ook de UtrechtDB had, met focus op de sociale kant van de stedelijke samenleving. De UtrechtDB heeft geen eigen uitvoerende mogelijkheden en kan ideeën alleen samen met lokale partijen oppakken.
De leden van de UtrechtDB delen ideeën voor en over de stad middels publicaties, open brieven en columns op de eigen website en die van het Digitaal Universiteitsblad (DUB) van de Universiteit Utrecht en het Ondernemersfonds Utrecht (OfU). Zo riep UtrechtDB-lid Niek de Wit in zijn column in oktober 2020 op tot een Breed Utrechts Covid-team voor maximaal draagvlak voor de maatregelen die worden genomen om de Coronapandemie te beteugelen.

## Thema's
Begin 2020 maakte de UtrechtDB een plan om op vijf thema’s te zoeken naar verbindingen in Utrecht.
- De stad is zelf de school
- Focus op taal
- Utrecht stad van gastvrijheid
- Mooie publieke ruimte van en voor ons allemaal
- De stad beweegt

## Publicaties (selectie)
- Open brief Ruimte (2021)[14]
- Meetlat UtrechtDB langs verkiezingsprogramma’s (2021)[15]
- Appèl: Ruimte voor een andere blik (2021)[16]
- Hoe jong Leidsche Rijn uit de pandemie kruipt (2021)[17]
- Open Brief Bewegen (2020)[18]
- Meetlat UtrechtDB langs verkiezingsprogramma’s (2018)[19]

## Leden
Op 7 januari 2025 bestaat de Utrecht Development Board uit de volgende leden:
- Trude Maas-de Brouwer - Voorzitter
- Niek Amelink - Business Development Manager FC Utrecht
- Jop Bertels - Plaatsvervangend districtschef politie stad Utrecht
- Bouchra Dibi - Directeur Stichting Krachtwijken
- Michiel Bodt - Directeur stichting Move
- Jeroen Hermkens - Kunstenaar
- Anko van Hoepen - Voorzitter College van Bestuur SPO Utrecht
- Joost van Hoorn - Lid managementteam Platform31
- Cor Jansen - Directeur Utrecht Marketing
- Richard Kraan - Partner PricewaterhouseCoopers
- Nicoline Meijer - Directeur Marketing & Communicatie bij ROC Midden Nederland
- Petra Pluimers - Directeur PM-dance & FDC-centre Utrecht
- Ad Sanders - Commissaris van Politie
- Jan Willem Steunenberg - Ondernemer, voorzitter Leidsche Rijn Marketing
- Steven de Waal - Founder en Executive Partner Public SPACE Foundation
- Niek de Wit - Hoogleraar Huisartsgeneeskunde Universitair Medisch Centrum Utrecht (UMCU)

Voormalige leden zijn: Kees Rutten, Rien Nagel, Monique Mourits, Eric van Dorp, Gerard Marlet, Elif Borucu-Calinalti, Quinten Peelen, Geert Blijham, Pamela Boumeester, Marek Guensberg, Naoual Dinia, Jan Willem Maas, Thekla Teunis, Karin Verkerk, Jo de Viet, Jeanine Vlastuin, Susan van Wersch, Mirjam van Velthuizen-Lormans, Aloys Kersten, Viktor Wijnen, Dolf Segaar, Remco van Lunteren.